# Georges Le Brun
Pour les articles homonymes, voir Le Brun.
Georges Le Brun, né le 16 juin 1873 à Verviers et mort le 26 octobre 1914  à Stuivekenskerke, est un peintre belge.

## Biographie
Il pratique surtout le fusain et l’aquarelle.
Il représente des paysages des fagnes, des intérieurs paysans et intimistes.
Il meurt sur le front de l'Yser.

## Expositions
- Société des Beaux-Arts de Verviers, 1920
- Georges Le Brun. Maître de l’intime, Musée Félicien Rops, Namur, 2015[1],[2]

## Collections
- Musée d’Orsay[3]
- Musée d’Ixelles
- Musées royaux des beaux-arts de Belgique
- Musée des beaux-arts de Liège